# 써브웨이

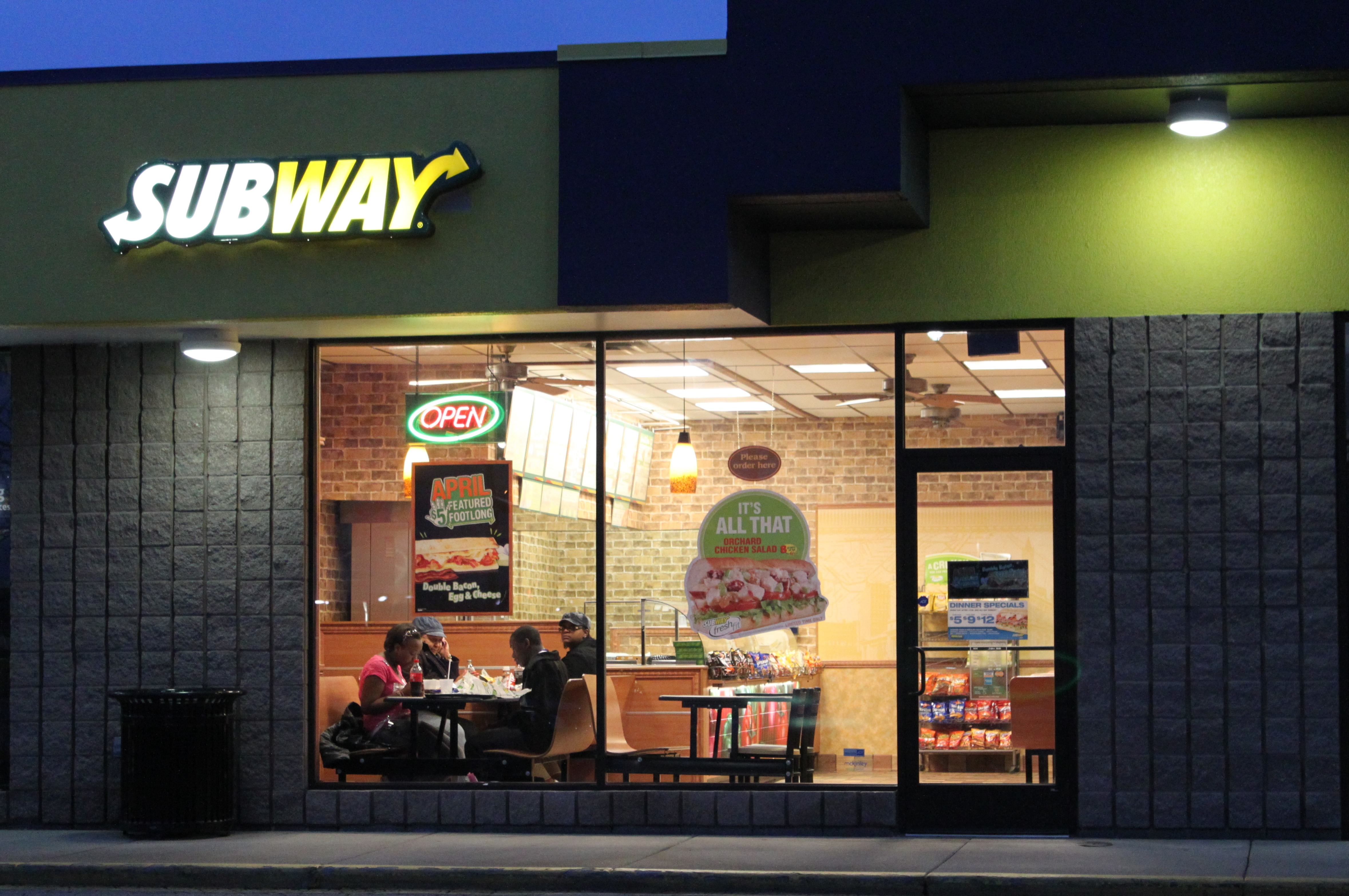
미시간주에 있는 써브웨이

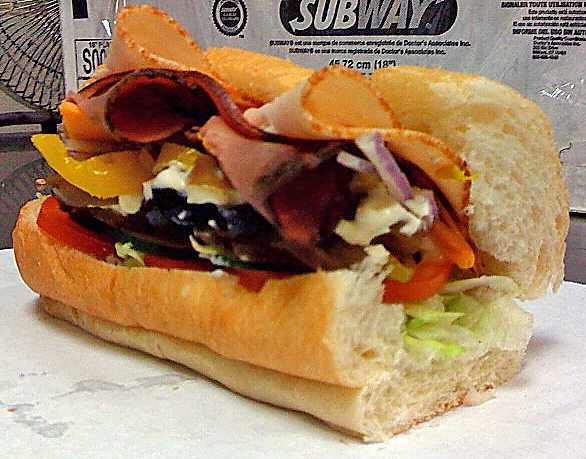
써브웨이의 샌드위치

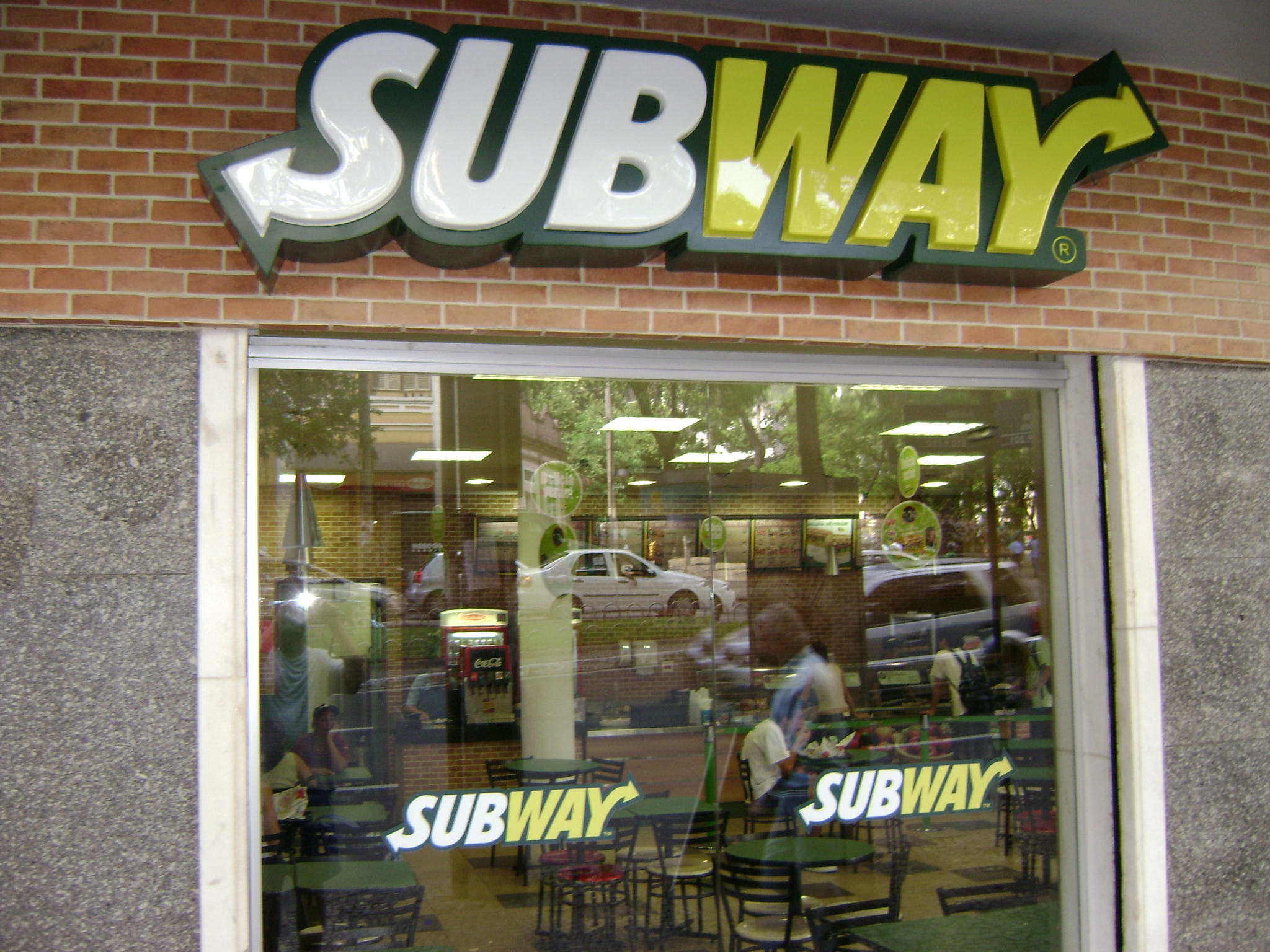
2009년, 브라질의 한 써브웨이 체인점

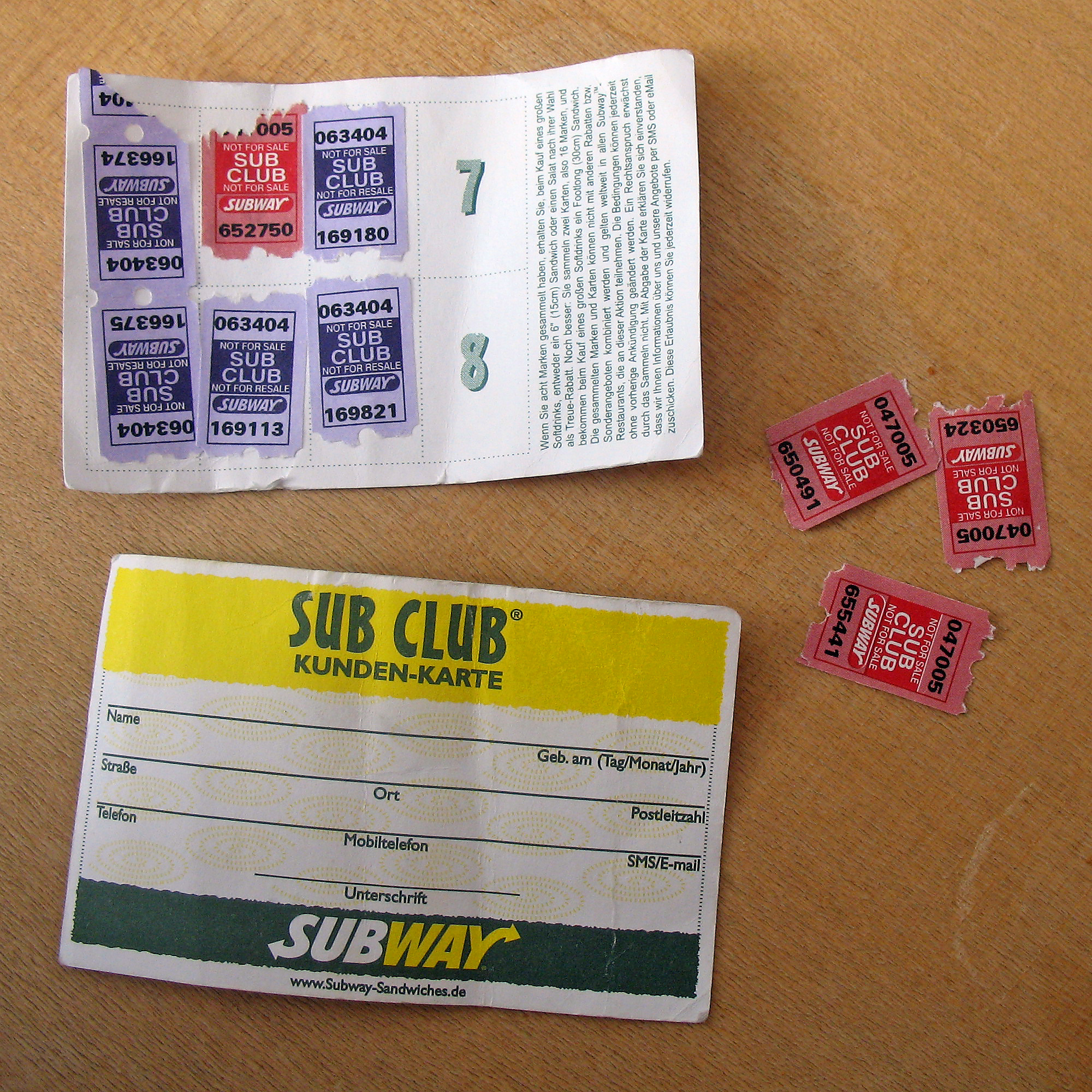
써브웨이의 쿠폰과 도장, 써브클럽

써브웨이(영어: Subway 서브웨이[*]) 또는 써브웨이 IP LLC (틀:거래명 써브웨이)는 서브머린 샌드위치와 랩 (음식)을 전문으로 하는 미국의 다국적 패스트 푸드 음식점 가맹업 기업이다. 1965년 프레드 드루카가 피터 벅 (레스토랑 경영자)의 자금 지원을 받아 브리지포트에서 피트의 슈퍼 서브머린 샌드위치로 설립했다. 여러 차례의 이름 변경을 거쳐 1972년에 써브웨이로 이름이 바뀌었고, 1974년에 월링퍼드 (코네티컷주)에 두 번째 음식점을 열면서 프랜차이즈 사업을 시작했다.

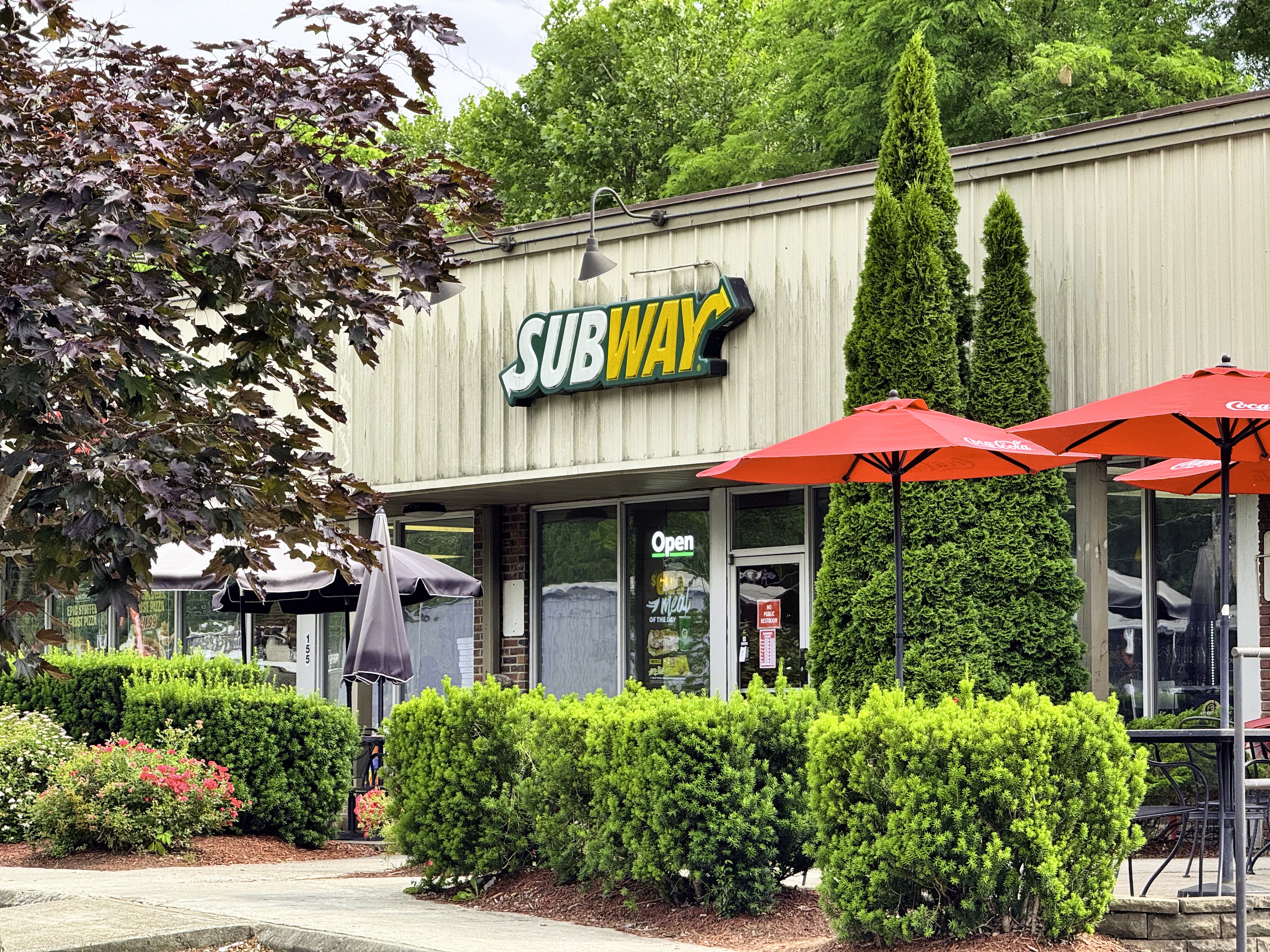
프랭클린 (노스캐롤라이나주)의 스트립 몰에 있는 써브웨이

2015년에는 세계에서 가장 빠르게 성장하는 프랜차이즈였고, 2023년 9월 기준으로 102개 이상의 국가 및 지역에 37,000개 이상의 지점을 운영하고 있다. 지점의 절반 이상(21,796개 또는 61.1%)이 미국에 있다. 단일 브랜드 음식점 체인 중 세계에서 가장 크고, 세계에서 가장 큰 음식점 운영업체이다. 국제 본부는 셸턴 (코네티컷주)에 있다.

## 역사
|                 |
| 1968년 ~ 1969년 |

|                                                               |
| 1973 ~ 2002년 로고 (캐나다 북부 일부 지점에서 여전히 사용 중) |

|                                                |
| 2002년 ~ 2015년 (일부 지점에서 여전히 사용 중) |

|                                     |
| 2015년 ~2016년 (주로 광고에만 사용) |

|                 |
| 2017년 ~ (현재) |

### 창업 및 초창기
1965년, 프레드 드루카는 친구 피터 벅 (레스토랑 경영자)에게 1,000달러를 빌려 브리지포트 메인 스트리트 3851번지에 "피트의 드라이브인: 슈퍼 서브머린 샌드위치"를 시작했고, 다음 해에는 Doctor's Associates Inc.를 설립하여 프랜차이즈가 확장됨에 따라 음식점 운영을 총괄했다. 이 지주 회사의 이름은 드루카가 의과 대학 등록금을 벌기 위해 사업에서 충분한 돈을 벌겠다는 목표와 벅이 물리학 박사 학위를 가지고 있다는 사실에서 유래했다. 1968년에는 샌드위치 가게가 써브웨이로 이름이 바뀌었다. 1976년, 월링퍼드 (코네티컷주)의 음식점을 시작으로 프랜차이즈 사업이 시작되었다.
미국 서해안 최초의 써브웨이는 1978년 프레즈노에 문을 열었다. 북아메리카 이외 지역 최초의 써브웨이는 1984년 12월 바레인에 문을 열었다. 캐나다 최초의 써브웨이는 1986년 세인트존스에 문을 열었다. 영국 최초의 써브웨이는 1996년 브라이턴에 문을 열었다.
1989년, 써브웨이는 보스턴에 본사를 둔 프라이드 치킨과 케이준 요리를 판매하는 체인인 케이준 조(Cajun Joe's)를 인수했다. 이 사업은 성공적이지 못했고, 1990년대 말까지 대부분의 매장이 문을 닫았다.

### 2000년대 이후의 발전
2004년, 써브웨이는 월마트 슈퍼센터에 매장을 열기 시작했고, 2007년에는 미국 월마트 매장 내 맥도날드 지점 수를 넘어섰다. 2007년 이래로 써브웨이는 앙트레프레너 프랜차이즈 500에서 꾸준히 순위에 올랐다. 2015년에는 "상위 글로벌 프랜차이즈" 목록에서 3위, "가장 빠르게 성장하는 프랜차이즈"에서 1위를 차지했다. 2010년 말, 써브웨이는 33,749개의 음식점을 보유하여 맥도날드보다 1,012개 더 많은 전 세계에서 가장 큰 패스트푸드 체인이 되었다.
2015년 1월, 수잔느 그레코가 사장 겸 CEO가 되었다. 회사 최초의 CEO였던 그녀의 오빠 프레드 드루카는 2년 동안 병을 앓다가 2015년 9월 백혈병으로 사망했다. 2016년, 써브웨이는 미국에서 수백 개의 음식점을 폐쇄하여 처음으로 순손실을 경험했다. 그러나 26,744개의 지점으로 미국에서 가장 널리 분포된 음식점 체인으로 남았다(맥도날드가 2위).
2017년 7월, 써브웨이는 '프레시 포워드'(Fresh Forward)라는 이름의 재설계된 음식점들을 새로운 회사 브랜딩과 함께 공개했다. 회사는 셀프 주문 키오스크, 테이블 USB 충전 포트를 설치하고 새로운 메뉴 항목을 추가했다.
2017년, 써브웨이는 미국 내 800개 이상의 지점을 폐쇄했다. 2018년 4월에는 그 해에 약 500개를 더 폐쇄할 것이라고 발표했다. 워싱턴 포스트의 압하 바타라이(Abha Bhattarai)에 따르면, 이는 3년 연속 수익 감소와 2012년 이래 써브웨이 매장 내 방문객 수가 25% 감소한 결과였다. 프랜차이즈 가맹점주들은 회사의 과도한 프로모션이 수익을 더욱 잠식한다고 불평하기도 했다. 2018년 1월, 써브웨이는 젊은 소비자들을 대상으로 이미지를 쇄신하고 매출을 높이기 위해 2,500만 달러를 투자하여 리브랜딩 캠페인을 시작했다. 2019년, 존 치드시(John Chidsey)는 창립 가족 구성원이 아닌 최초의 써브웨이 CEO로 합류했다. 그는 새로운 음식점을 짓기보다는 기존 미국 지점을 개선하는 데 주력했다. 2020년 12월, 써브웨이는 새로운 온라인 케이터링 플랫폼을 제공하기 위해 이즈케이터와 파트너십을 맺었다.
2023년, 가족 소유의 회사는 사모 소유로 회사를 매각하는 과정을 진행 중이라고 발표했다. 회사는 매각을 위해 JP모건의 도움을 받았다. 회사 가격은 약 100억 달러로 보고되었다. 여러 잠재적 구매자들이 회사에 입찰했다. 이들 중에는 투자은행 골드만삭스의 자산운용 부문, TDR 캐피털, TPG Inc.가 포함되었다. 8월 24일, 써브웨이는 로어크 캐피털이 96억 달러에 회사를 인수할 것이라고 발표했다. 보고된 거래 가치는 버거킹이 2014년 팀홀튼을 114억 달러에 인수한 것과 인스파이어 브랜즈가 2020년 던킨 브랜드를 113억 달러에 인수한 것에 이어 미국 음식점 역사상 세 번째로 큰 인수가 될 것이다.
2023년 11월, 연방거래위원회(FTC)는 로어크가 써브웨이의 경쟁사인 맥칼리스터스 델리와 지미존스를 이미 소유하고 있어 샌드위치 가게 업계에서 독점권을 가질 수 있다는 가능성에 대해 해당 거래를 조사할 것이라고 발표했다. 2024년 4월 30일, FTC가 로어크가 불공정한 이점을 가지고 있지 않다고 판단한 후 로어크는 써브웨이를 공식적으로 인수했다.
2024년 3월 19일, 써브웨이는 펩시코와 2025년 1월 1일부터 시작되는 10년 계약을 체결하여, 2003년에 처음 체결되어 다음 해인 2004년에 발효되었고 2005년에 코카콜라로의 전환이 완료되었던 코카콜라 컴퍼니와의 파트너십을 종료했다. 써브웨이의 국제 지점들은 이미 2015년에서 2018년 사이에 펩시 제품을 다시 판매하기 시작했다. 펩시는 코카콜라로 전환되기 전까지 써브웨이와 계약을 맺고 있었다.

## 기업 활동

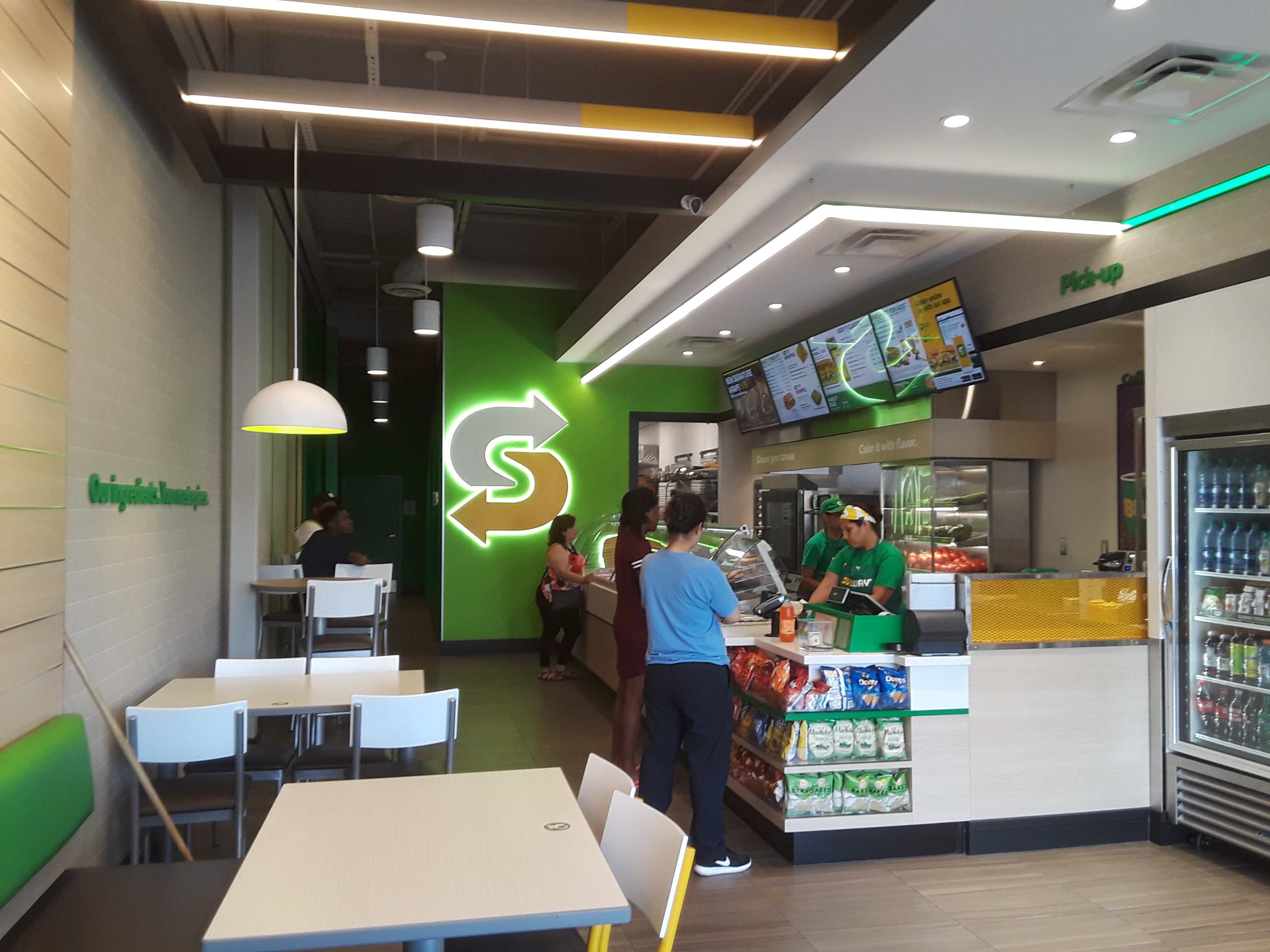
버지니아주 헌팅턴에 있는 새로운 스타일의 써브웨이 프랜차이즈 내부

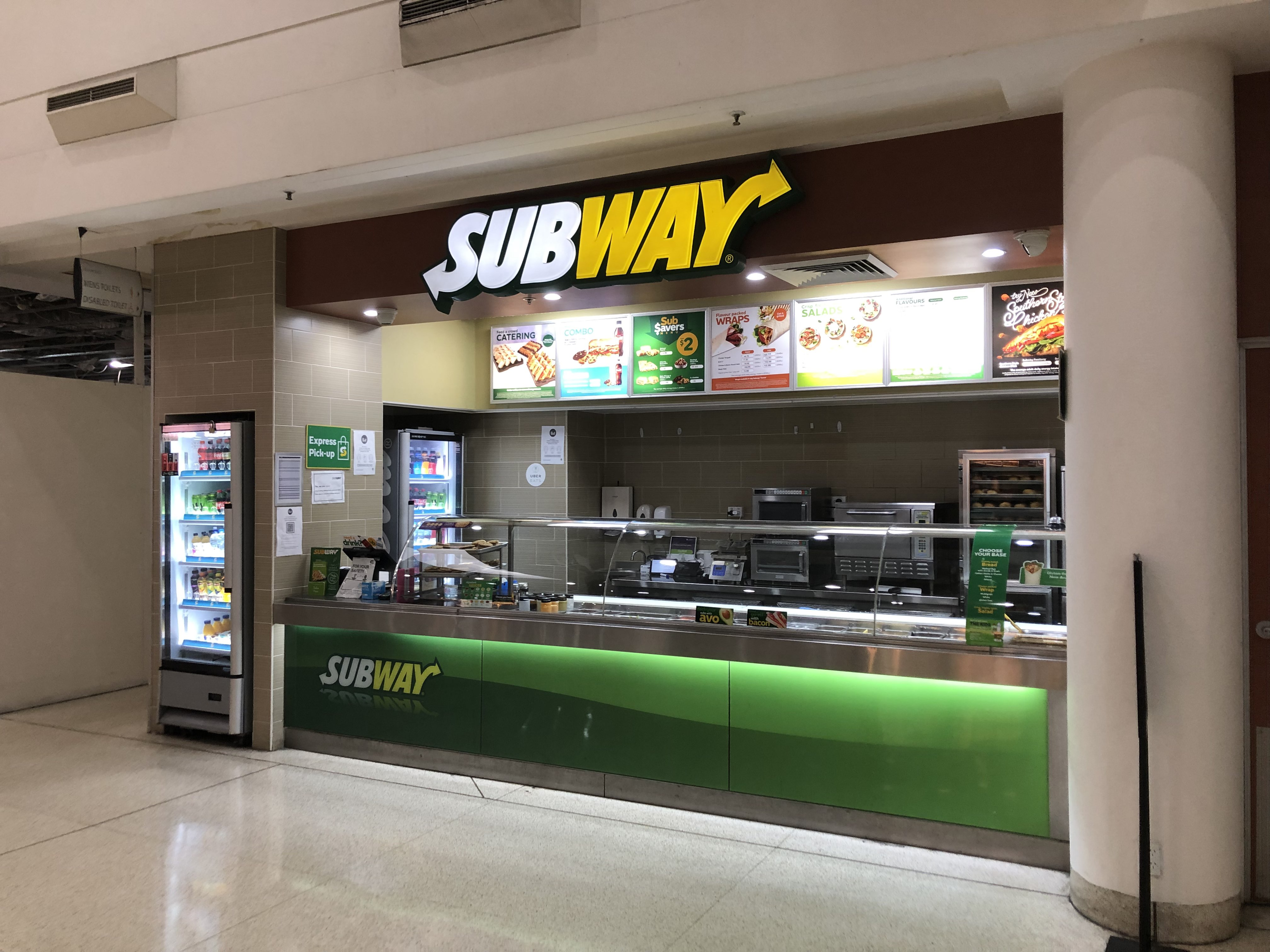
오스트레일리아 시드니의 버우드 플라자에 있는 써브웨이

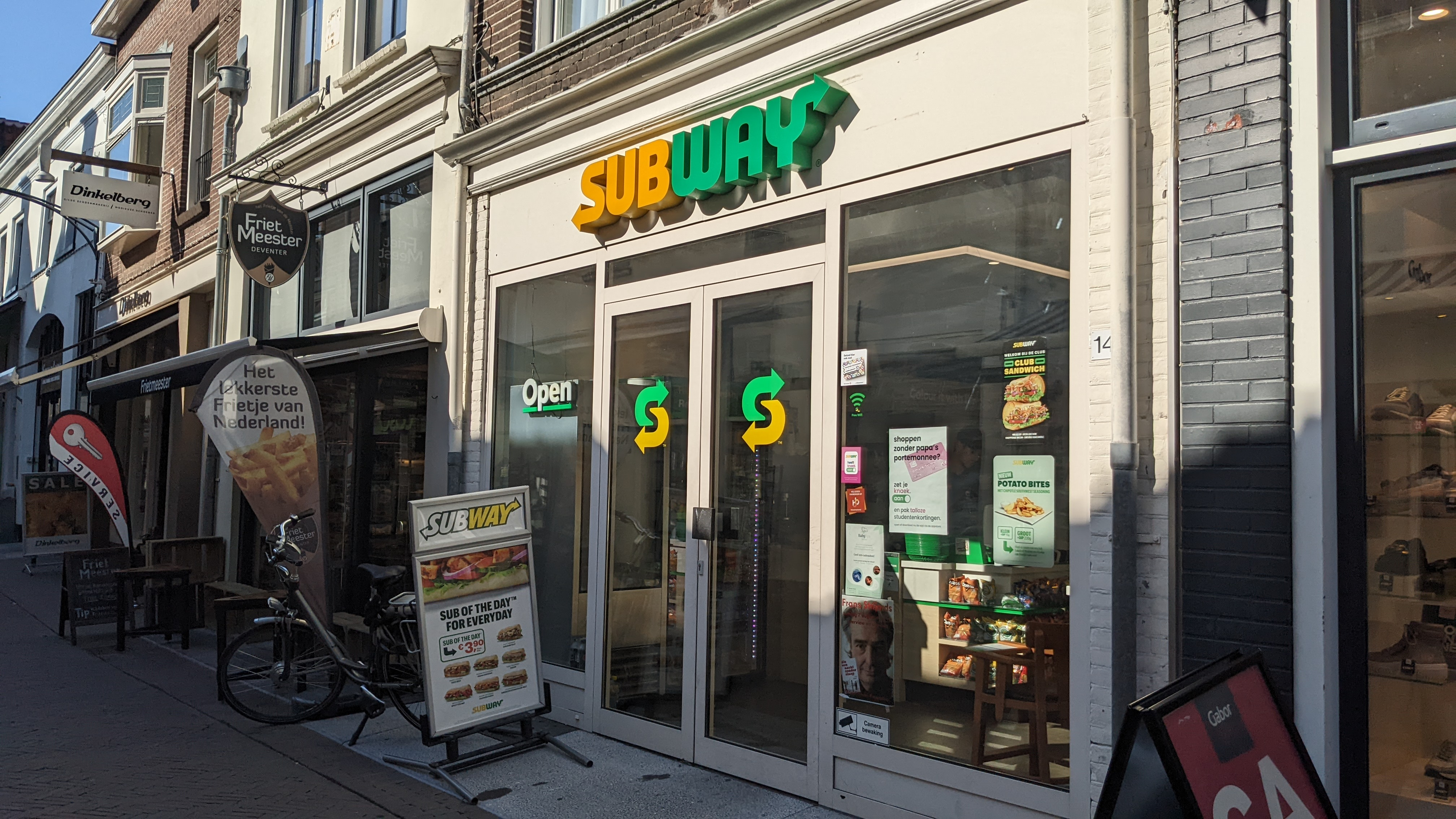
네덜란드 데벤터르의 써브웨이

### 소유권
2024년 기준, 써브웨이는 로어크 캐피털이라는 사모펀드 그룹이 소유하고 있다. 그 전에는 써브웨이가 창립 가족에 의해 60년 동안 소유되어 있었다. 2019년, 존 치드시(John Chidsey)는 드루카 가문 외의 첫 최고경영자로 써브웨이에 합류했다.

### 구조
2017년 현재 써브웨이 그룹의 회사들은 다음과 같이 조직되어 있었다.
- 써브웨이 IP Inc.는 음식점 시스템의 지적 재산권 소유자이다.
- 프랜차이즈 월드 본부(Franchise World Headquarters, LLC)는 가맹 사업 운영을 총괄한다. FWH Technologies, LLC는 써브웨이의 판매 시점 정보 관리 소프트웨어를 소유하고 라이선스한다.
- 가맹 사업자에는 미국 내 Doctor's Associates Inc.; Subway International B.V.; Subway Franchise Systems of Canada, Ltd. 등이 포함된다.
- 광고 제휴사에는 Subway Franchisee Advertising Fund Trust, Ltd.; Subway Franchisee Advertising Fund Trust, B.V.; Subway Franchisee Canadian Advertising Trust 등이 포함된다.[44][45]
- IPC Europe (Independent Purchasing Company Europe Limited)은 유럽 국가에서 써브웨이 프랜차이즈 가맹점과 서브카드 로열티 제도를 관리한다.[46][47]

### 본부
써브웨이의 국제 본부는 셸턴 (코네티컷주)에 있다. 회사는 엔터프라이즈 코퍼레이트 파크에 위치하며 90,000 제곱피트 (8,400 m2)의 공간을 사용한다. 이 공간은 세 층에 걸쳐 있다. 이 시설은 2023년에 운영을 시작했다. 회사는 코네티컷 내 다양한 지역과 명소에 근접하다는 이유로 셸턴을 선택했다고 밝혔다.
이전 본사는 밀퍼드 (코네티컷주)에 있었으며, 세 필지의 땅을 차지했다. 2024년에 이전 건물들은 철거되었다.
회사의 국제 사업을 지원하는 다섯 개의 지역 센터가 있다. 유럽 프랜차이즈를 위한 지역 사무소는 암스테르담 (네덜란드)에 위치하며, 호주와 뉴질랜드 지점은 브리즈번 (호주)에서 지원받는다. 아시아 지점은 베이루트 (레바논)와 싱가포르 사무소에서 지원받으며, 라틴 아메리카 지원 센터는 마이애미 (미국)에 있다.

### 프랜차이징
써브웨이 프랜차이즈를 소유하는 초기 비용은 경쟁사보다 훨씬 낮으며, 약 20만 달러에서 50만 달러 사이이다. 그러나 써브웨이 가맹점주들은 경쟁사에 비해 수익의 가장 높은 비율(약 12.5%)을 써브웨이에 지불한다.

## 지점

전 세계 써브웨이 음식점 분포
1000개 이상
100개에서 999개
10개에서 99개
1개에서 9개
0개

2023년 2월 현재, 써브웨이는 100개 이상의 국가에 약 37,000개의 지점을 보유하고 있으며, 모두 가맹점주 네트워크에 의해 독립적으로 소유 및 운영된다. 2019년 기준으로 써브웨이는 북아메리카에 가장 많은 지점을 보유하고 있으며, 미국에 20,000개 이상, 캐나다에 2,881개, 멕시코에 758개가 있다. 2018년 기준으로 이는 맥도날드와 스타벅스를 합친 것과 거의 같은 미국 지점 수였다. 북아메리카를 제외하고 가장 많은 지점을 보유한 국가는 2019년 기준으로 호주 (1,215개), 브라질 (1,643개), 영국 (2,195개)이다.

## 제품

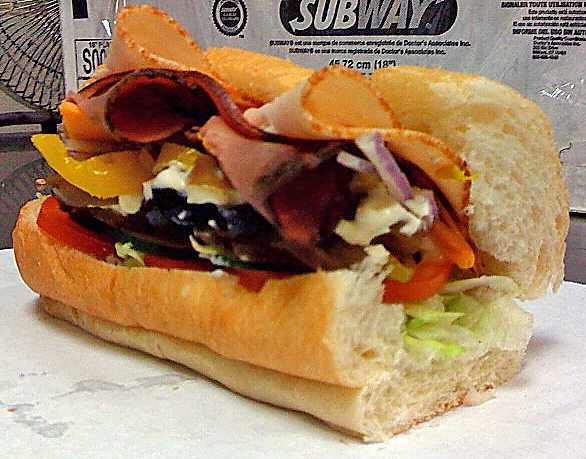
써브웨이 클럽 6인치 샌드위치

### 개요
써브웨이의 핵심 제품은 서브머린 샌드위치이다. 또한 랩, 샐러드, 파니니, 구운 제품(쿠키, 도넛, 머핀 포함)도 판매한다. 써브웨이는 또한 아침 샌드위치, 잉글리시 머핀, 납작빵도 판매한다. 2006년에는 일부 미국 시장에서 "개인 피자"가 출시되었다. 이들은 (서브처럼) 주문 제작되며 85초 동안 가열된다. 아침 식사와 피자 품목은 일부 지점에서만 이용할 수 있다. 2009년 11월, 써브웨이는 미국 내 아침 메뉴의 일환으로 시애틀스 베스트 커피를 독점 제공하기로 계약을 체결했다.
써브웨이의 베스트셀러 샌드위치인 B.M.T.( "가장 크고, 고기가 많고, 맛있다"(Biggest, Meatiest, Tastiest)의 약자)는 페퍼로니, 살라미, 햄을 포함한다. 이는 "써브웨이"라는 이름과 연결하여 브루클린-맨해튼 교통 회사를 참조하여 소개되었다.
2017년 4월, 써브웨이는 메뉴에 파니니를 추가했다고 발표했다. 치폴레 스테이크 & 치즈, 트리플 치즈, 치킨 코르동 블루, 이탈리안 B.M.T. 멜트 등 네 가지 종류가 발표되었다. 2018년 9월, 써브웨이는 한정 기간 동안 치폴레 치즈스테이크 샌드위치를 출시했다. 아칸소에서는 바삭한 치킨 샌드위치의 지역 테스트도 시작되었다. 2024년 1월, 써브웨이는 시나본과 앤티앤스와의 파트너십을 통해 새로운 풋롱 베이커리 제품인 사이드킥스를 출시했다.

#### 메뉴
- 베지: 채소만 들어간 메뉴
- 햄: 햄 4개 들어간 메뉴
- 참치: 마요네즈와 참치를 섞은 두 스콥이 들어가는 메뉴
- 씨푸드: 마요네즈와 맛살을 섞은 두 스콥이 들어가는 메뉴
- 에그마요: 마요네즈와 계란을 섞은 두 스콥이 들어가는 메뉴
- 비엘티 (BLT): 베이컨 4개가 들어가는 메뉴
- 미트볼: 미트볼 4개가 들어가는 메뉴
- 이탈리안 비엠티: 살라미 3장, 페퍼로니 3장, 햄 2장이 들어가는 메뉴
- 터키: 터키 4장이 들어가는 메뉴
- 스파이시 이탈리안: 페퍼로니 5장, 살라미 5장이 들어가는 메뉴
- 터키베이컨: 터키 3장, 베이컨 2장이 들어가는 메뉴
- 써브웨이 클럽: 터키2장, 햄 1장, 비프 1장이 들어가는 메뉴
- 치킨 데리야끼: 치킨 스트립과 데리야끼 소스를 묻힌 것이 들어가는 메뉴
- 스테이크 엔 치즈: 스테이크가 들어가는 메뉴
- 로스트 비프: 비프 3장이 들어가는 메뉴
- 써브웨이 멜트: 터키2장, 햄 2장, 베이컨 2개가 들어가는 메뉴
- 치킨베이컨 랜치: 치킨스트립과 베이컨 2개가 들어가는 메뉴
- 터키 베이컨 아보카도: 터키 3장, 베이컨 2장, 아보카도 1 스쿱이 들어가는 메뉴
- 로스트 치킨: 로스트 치킨 1개가 들어가는 메뉴

샌드위치 메뉴 이외에 샐러드, 해시 브라운, 쿠키, 커피, 음료 등이 있는데, 샐러드의 경우 위의 샌드위치 메뉴와 동일한 메뉴를 선택한 후 샌드위치가 아닌 샐러드로 만들어 달라고 하면 된다. 또, 찹샐러드가 유명하다.

#### 서브도그
써브웨이의 서브도그는 모차렐라 치즈, 토마토 소스, 한정판 상큼한 머스타드를 얹은 미국식 핫도그이다. 2022년에 만우절 장난으로 시작했지만, 인기에 힘입어 써브웨이는 서브도그를 한정 기간 판매하는 실제 제품으로 만들었다. 써브웨이는 2024년 9월 2일부터 10월 6일까지 호주에서 서브도그를 한정 기간 다시 출시한다고 발표했다.

#### 쿠키
종류 상관없이 1개에 1,300원, 3개에 3,700원, 쿠키팩(6개입)에 7,200원, 쿠키박스(12개입) 14,200원, 쿠키 플래터(36개입) 41,600원
쫀득하고 단맛이 강한 미국식 쿠키이다.
- 초코칩
- 화이트 초코 마카다미아
- 더블 초코칩
- 오트밀 레이즌
- 라즈베리 치즈케익
- M&M 초코칩(시즌한정)
- 피넛버터(시즌한정)
- 민트초코(시즌한정)
- 스모어(시즌한정)
- 파인애플(시즌한정)

### 지역별 차이
써브웨이의 메뉴는 국가마다 다르며, 특히 종교적 요구사항이 고기 제공과 관련된 경우 더욱 그렇다.
2006년, 미국 최초의 코셔 써브웨이 음식점은 클리블랜드 교외의 만델 유대인 커뮤니티 센터에 문을 열었다. 써브웨이의 전 대변인 자레드 포글이 개업식에 참석했다. 보도 자료에는 "돼지고기 제품을 사용하지 않고 콩 치즈 제품을 사용하는 등 약간의 수정만 거치면 메뉴는 다른 써브웨이 음식점과 사실상 동일하다"고 명시되어 있었다. 곧이어 다른 지점들도 문을 열면서 써브웨이는 잠시 미국에서 가장 큰 코셔 음식점 체인 중 하나가 되었다. 전성기에는 캔자스시티와 뉴욕의 5개 지점을 포함하여 미국에 12개의 코셔 써브웨이 지점이 있었다. 2023년 현재 플로리다주 마이애미에 단 하나의 코셔 써브웨이만 남아 있다. 실패한 가맹점주들은 광고에 대한 본사의 지원 부족, 코셔 식품 및 감독 비용 증가, 토요일 영업 불가능, 그리고 코셔를 지키지 않는 고객들이 원래 메뉴와 가격을 선호한다는 점을 지적했다.
써브웨이는 2001년 뉴델리에 인도 최초의 음식점을 열었다. 힌두교 신념을 존중하여, 인도 써브웨이 음식점은 쇠고기 제품을 제공하지 않는다. 반면, 인도의 많은 채식주의자들을 고려하여 써브웨이 인도 매장들은 훨씬 더 다양한 채식 옵션을 제공한다. 2017년 1월 기준으로 인도 68개 도시에 591개의 써브웨이 음식점이 있었다. 2012년 9월 4일, 써브웨이는 펀자브의 잘란달에 위치한 러블리 프로페셔널 대학교(LPU) 캠퍼스에 최초의 완전 채식 매장을 열었다. 2013년 3월 6일, 써브웨이는 아마다바드의 팔디에 두 번째 완전 채식 매장을 열었으며, 여기서는 자이나교 음식도 제공한다.

### 영양 성분
2011년, 써브웨이는 텍사스의 일부 지점에 글루텐 프리 빵과 브라우니를 도입했다. 또한 2011년에 샌드위치 염분 함량을 15% 줄였다.

### 재료
써브웨이는 주문자가 샌드위치 재료를 직접 전부 선택하는 방식을 취하고 있다. 기본적으로 설정된 메뉴를 고르고 빵의 종류와 크기 선택, 오븐에 데울것인지 여부 선택, 샌드위치에 들어갈 채소의 유무 선택과 더 넣고 싶은 채소 선택, 소스 선택 (중복 선택 가능), 포장 여부 선택 순으로 주문이 진행된다.

#### 빵과 채소
빵 종류로는 총 여섯 가지가 있다.
- 화이트 - 부드러운 밀빵
- 위트 - 통밀빵
- 허니오트 - 위트에 오트밀을 얹어 건강한 빵
- 하티 - 화이트에 옥수수가루를 얹은 빵
- 플랫 브레드 - 밀로 만든 얇은 빵
- 파마산 오레가노 - 파마산 치즈와 오레가노를 얹은 빵

채소 재료로는 양상추, 토마토, 오이, 피망, 양파, 피클, 올리브, 할라페뇨고추가 있으며 그 외 추가토핑으로 치즈, 아보카도, 베이컨 비츠, 베이컨, 페퍼로니, 오믈렛, 에그 마요, 미트추가를 선택할 수 있다. 아보카도의 경우에는 터키 베이컨 아보카도 메뉴에는 필수로 들어가지만 다른 메뉴에는 들어가지 않으나, 채소 선택 시에 아보카도를 추가할 수 있다.

#### 소스
- 고소한 맛: 랜치 드레싱, 마요네즈
- 달콤한 맛: 스위트 어니언, 허니 머스타드, 스위트 칠리, 바비큐,
- 매콤한 맛: 핫 칠리, 사우스 웨스트, 머스타드, 홀스 래디쉬
- 새콤한 맛: 사우전 아일랜드, 이탈리안 드레싱

그 외에 올리브오일, 소금, 후추가 있다.

## 마케팅
써브웨이는 미국에서 패스트푸드 광고 지출이 맥도날드에 이어 두 번째로 많다. 2011년에는 측정 가능한 광고에 5억 1,600만 달러를 지출했다.
써브웨이는 "신선하게 먹자"(Eat Fresh)라는 광고 슬로건을 사용하며, 고객 앞에서 신선하게 구운 빵과 신선한 재료로 고객의 정확한 사양에 따라 써브웨이 직원이 "써브웨이 샌드위치 아티스트"라고 부르는 사람들이 샌드위치를 만드는 방식에 초점을 맞추었다.
2005년, 써브웨이는 온라인 경매 사이트와 고품질 프린터의 증가로 위조 우표가 늘어남에 따라 "서브 클럽" 스탬프 프로모션을 폐지했다.
2007년 11월, 써브웨이의 미국 광고에는 만화 캐릭터 피터 그리핀(FOX의 패밀리 가이 출신)이 등장하여 새로운 써브웨이 피스트 샌드위치를 홍보했다.
써브웨이는 첫 시즌부터 미국 TV 시리즈 척에 제품 간접 광고 캠페인을 진행했다. 두 번째 시즌에 시청률이 하락하자, 팬들을 위한 "척 구하기" 캠페인이 시작되었고, 시즌 피날레 날짜인 2009년 4월 27일에 써브웨이에서 풋롱 서브를 구매하도록 권장했다. 써브웨이 마케팅 책임자인 토니 페이스는 이를 "수년 만에 가장 성공적인 제품 간접 광고"라고 불렀다.
2015년 11월 3일 '내셔널 샌드위치 데이'를 기념하기 위해 써브웨이는 샌드위치를 하나 사면 하나를 무료로 주는 프로모션을 진행했다.
대부분의 써브웨이 매장에서는 "이달의 서브"(Sub of the Day) 프로모션을 진행하여 매주 다른 서브머린 샌드위치를 할인된 가격으로 제공한다. 과거에는 한 달 내내 특별 서브 샌드위치를 할인된 가격으로 제공하는 월간 프로모션이 있었다.

### 자레드 포글

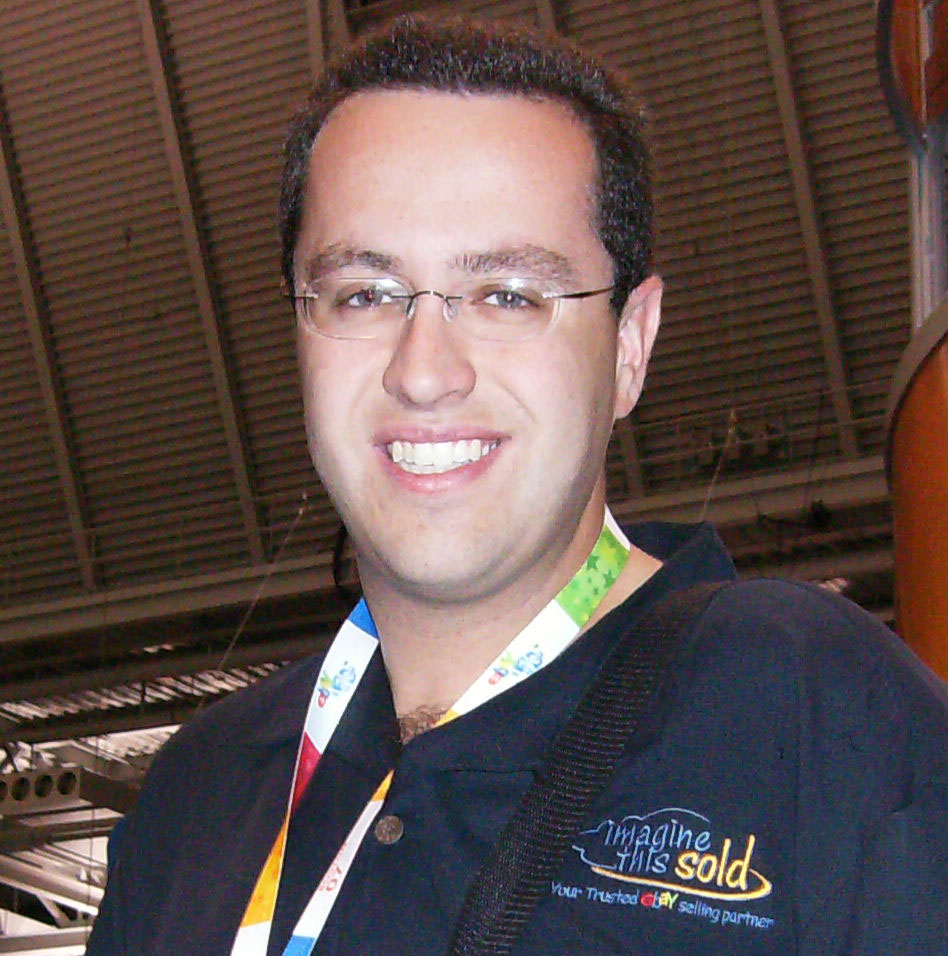
2007년 자레드 포글

2000년 1월부터 자레드 포글은 미국의 써브웨이 전국 대변인이 되어 건강한 생활에 대한 강연을 하고 광고에 출연했다. 포글은 써브웨이에서 식사를 하는 것 등으로 200 파운드 (91 kg) 이상을 감량했다고 주장하며 고향 인디애나주에서 처음 주목을 받았다. 2008년 이후 그는 회사가 "5달러 풋롱" 캠페인에 더 많은 비중을 두면서 덜 자주 등장했다. 써브웨이는 1998년부터 2011년까지의 성장률 중 3분의 1에서 절반가량이 포글 덕분이라고 밝혔으며, 이는 규모가 3배 증가한 것과 맞먹는다. 써브웨이는 2015년에 포글이 아동 포르노 소지와 미성년자와의 불법적인 성적 행위 혐의로 기소된 후 그와의 관계를 종료했다. 2015년 8월 유죄를 인정한 후, 그는 3개월 뒤 15년 이상의 연방 교도소형을 선고받았다.
2015년 12월, 포글의 마케팅에서 제외된 후, 써브웨이는 "신선함에 기반을 둔"(Founded on Fresh)이라는 새로운 마케팅 캠페인을 시작했다. 이 캠페인은 써브웨이의 설립과 초기 역사에 초점을 맞추고 있으며, 프레드 드루카를 그의 아들 조나단이 연기하여 등장한다. 새로운 캠페인은 징글과 유명인사 홍보(표적 스포츠 마케팅 제외) 사용을 줄이고 제품의 품질과 특정 제품에 초점을 맞춘다. 최고 광고 책임자 크리스 캐롤은 지방, 칼로리, 체중 감량에 대한 초점이 "과거의 신선함"이었다고 설명하며, 새로운 캠페인은 항생제 처리육의 단계적 폐지와 같은 써브웨이 재료의 원산지에 더 집중할 것이라고 밝혔다. 캐롤은 또한 새로운 전략이 포글과 관련된 논란 이전에 개발되고 있었다고 설명했다.

### $5 풋롱
2008년, 써브웨이는 콘티넨탈 미국과 캐나다에서 모든 일반 one-피트-long (30 cm) 서브머린 샌드위치(프리미엄 및 더블 미트 종류 제외)를 "한정 기간" 프로모션으로 5달러(2008년 가치로 $6.01에 해당)에 제공하기 시작했다. "파이브 달러 풋롱"(Five Dollar Footlongs)은 곧 회사 역사상 가장 성공적인 프로모션이 되었다. 초기 프로모션이 완료되자, 고객 반응으로 인해 써브웨이는 일부 풋롱 샌드위치를 5달러에 제공하는 "$5 풋롱 에브리데이 밸류 메뉴"(Everyday Value Menu)를 만들었다. 2011년부터는 매달 $5 풋롱이 번갈아 가며 제공되었다. 2011년 10월, 영국에서도 유사한 프로모션이 시작되었다. 고객들은 9가지 서브 중 하나와 음료를 £3(6-인치 [15 cm] 서브용) 또는 £5(풋롱용)에 구매할 수 있다.
2012년, 샌프란시스코의 음식점들은 도시 내 사업 비용이 높아지면서 5달러 풋롱 프로모션을 중단했다. 2014년 6월부터 그 해 말까지 일부 써브웨이 지점들은 5달러 프로모션을 중단하기 시작했다. 2014년 11월 1일, 써브웨이는 5달러 풋롱 프로모션을 중단하고, 6달러 심플 메뉴(Simple $6 Menu)로 대체했는데, 여기에는 6인치 서브와 음료, 그리고 쿠키 또는 칩 선택이 포함되었다.
2016년 2월, 써브웨이는 모든 클래식 풋롱의 가격을 각각 6달러로 책정할 것이라고 발표했다. 2018년 1월, 5달러 프로모션이 다시 돌아왔는데, 참가 지점에서 5개의 서브로 구성된 4.99달러 풋롱 메뉴가 제공되었다. 2018년 9월, 써브웨이는 프랜차이즈 수익을 늘리기 위해 5달러 풋롱 프로모션을 중단할 것이라고 발표했다.

### 이탈리안 히어로
2017년 초, 써브웨이는 이탈리안 히어로를 출시하고 이를 진정한 이탈리아(-미국) 샌드위치로 묘사하는 캠페인으로 광고했다. 자사의 국내 크리에이티브 에이전시 MMB가 제작한 두 편의 코믹 광고는 빈민가 건물 현관 주변에 이탈리아계 미국인 캐릭터들이 등장하며, 한 편에는 스포츠 캐스터 딕 바이탈이 카메오로 출연한다. 또 다른 광고에는 이탈리아계 미국인이기도 한 푸드 네트워크의 "샌드위치 왕" 제프 마우로가 등장하여 다양한 이탈리아 고기와 다른 재료들의 특성과 역할에 대해 논한다.

### "리프레시"
2021년 7월, 써브웨이는 톰 브래디, 스테픈 커리, 세리나 윌리엄스, 메건 러피노가 출연하는 "리프레시" 캠페인을 시작했다. 써브웨이 가맹점주들은 2020년 올림픽 이후 러피노가 출연하는 광고에서 그녀를 빼달라고 요청했는데, 그녀의 추천이 매출 하락과 매장 평판 손상으로 이어졌다고 주장했다.

## 스폰서십
써브웨이는 여러 스포츠 행사, 특히 NASCAR 경주를 후원해왔으며, 여기에는 써브웨이 300 (2001년), 써브웨이 400 (2002–2004년), 써브웨이 500 (2003–2007년), 써브웨이 프레시 500 (2005–2013년), 그리고 써브웨이 파이어크래커 250 (2009–2016년)이 포함된다. 써브웨이는 2009년부터 2014년까지 써브웨이 슈퍼 시리즈 아이스하키 토너먼트를 후원했다. 2022년 9월, 써브웨이는 오스트레일리아 축구 연맹과 3년 파트너십 계약을 맺고 남자 축구 국가대표팀의 명명권을 확보하여 써브웨이 사커루스, 써브웨이 올리루스, 써브웨이 영 사커루스, 그리고 써브웨이 조이스로 명명했다. 이 계약에는 써브웨이가 매틸다스와 오스트레일리아 컵의 공식 파트너가 되는 것도 포함된다.

## 동물 복지
2015년 12월, 써브웨이는 2025년까지 북미 지역에서 100% 케이지 프리 계란 공급망으로 전환하겠다는 약속을 발표했다. 그러나 써브웨이는 이 약속을 이행하는 데 진척 상황을 보고하지 않아 동물 권리 단체들로부터 비판을 받았다. 예를 들어, 2022년에는 동물 권리 단체인 오픈 윙 얼라이언스(Open Wing Alliance)로부터 비판을 받았다. 그리고 2025년 3월에는 더 휴메인 리그로부터 이 약속을 달성했는지에 대한 업데이트를 제공하지 않는다고 비판을 받았다.
2017년 4월, 써브웨이는 닭 복지 정책을 발표했다. 이 정책에 따르면 2024년 또는 그 이전에 미국 내 모든 닭고기 제품은 고품질 품종, 개선된 생활 환경(조명, 깔짚, 풍부한 환경 포함), 활동 수준 증가 및 최적화된 사육 밀도, 그리고 개선된 도축 방법을 위한 글로벌 동물 파트너십(GAP) 표준에 맞춰 생산될 것이다. 준수를 보장하기 위해 써브웨이의 닭고기 공급업체는 연간 업데이트와 함께 제3자 감사를 받을 것이다.
이 정책 발표는 휴메인 리그(The Humane League)와 협력하여 고등학생 동물 활동가 리아 하이먼(Lia Hyman)이 주도한 전국 캠페인에 이어서 나왔다. 2017년 4월 20일, 하이먼과 활동가 그룹은 코네티컷에 있는 써브웨이 글로벌 본부를 찾아 캠페인 지지자들의 53,000개 이상의 서명을 전달하려 했으나, 입장이 거부되자 건물 밖에서 시위를 벌였다.

## 논란

### A형 간염 오염
1999년 9월, 시애틀에 있는 두 써브웨이 매장에서 오염된 음식을 먹은 후 최소 32명의 고객이 A형 간염에 걸렸다. 감염된 분변으로 오염된 음식이나 물을 먹거나 마셔서 전파되는 이 바이러스는 간을 감염시켜 메스꺼움, 구토, 설사, 피로, 발열을 유발한다. 후속 조사 결과 직원들이 음식 준비 중 철저한 손 씻기와 플라스틱 장갑 사용을 제대로 준수하지 않은 것으로 밝혀졌다. 31명의 피해자를 대표하는 집단 소송은 160만 달러에 해결되었다. 가장 심각한 피해자인 6세 소년은 급성 간부전으로 간이식을 받아야 했다. 그는 2001년 법정 밖 합의로 1천만 달러를 보상받았다. 1996년에도 시애틀의 써브웨이 매장에서 A형 간염이 발생했으나, 법적 조치는 없었다.
2015년 4월, 아칸소주 보건국은 모릴턴의 써브웨이 매장에서 식사한 고객들이 직원이 바이러스 양성 판정을 받은 후 감염에 노출되었을 수 있다고 대중에게 경고했다.

### 샌드위치 크기
2007년 2월 2일, KNXV-TV는 (애리조나주 도량형 부서의 도움을 받아) 써브웨이의 "자이언트 서브" 샌드위치 세 개가 각각 3 피트 (91 cm) 길이로 광고되었으나 실제로는 2 ft 7.9 in, 2 ft 8.2 in, and 2 ft 8.5 in (81.0, 81.9, and 82.6 cm)에 불과했다고 보도했다. 애리조나 규정에 따르면 광고된 길이보다 3% 이상 짧아서는 안 되므로, "3피트" 서브는 최소 2 피트 10.92 인치 (88.70 cm) 길이어야 한다. 보고서는 또한 이 샌드위치를 보관하도록 설계된 상자가 2 피트 10 3⁄4 인치 (88.3 cm) 길이로, 허용되는 최대 오차보다 짧다는 것을 보여주었다. 이 보고서에 대해 써브웨이는 자이언트 서브의 특정 또는 묵시적 길이에 대한 광고, 교육, 포장 재료를 재평가하고 있으며, 가맹점주들에게 예상 제공량에 대해 고객과 논의하고 특정 길이 측정을 하지 않도록 조언하고 있다고 밝혔다.
2013년 1월, 호주의 십대 매트 코비(Matt Corby)는 페이스북에 써브웨이의 "풋롱" 샌드위치가 1 피트 (30 cm)이 아닌 11 인치 (28 cm)에 불과하다고 불평했다. 써브웨이는 이에 대해 "빵의 크기와 풋롱이라는 명칭에 관해서는 '써브웨이 풋롱'은 써브웨이 음식점에서 판매되는 서브에 대한 설명적 상호로 등록된 상표이며 길이 측정값을 의도한 것이 아니다"라고 답변했다. 후속 집단 소송 중 디스커버리를 통해 대부분의 써브웨이 샌드위치가 광고된 길이와 같다는 것이 밝혀졌다. 53만 달러의 합의금은 소비자에게 "전혀 가치 없는" 것이라는 이유로 2017년에 기각되었다.

### 프랜차이즈 관계
1995년, 써브웨이 샌드위치 숍스, 프레드 드루카, 피터 벅, 그리고 Doctor's Associates Inc.는 계약 위반으로 책임이 있다고 판결받았다. 일리노이주 배심원단은 임대 및 계약 위반을 발견한 후 니콜라스와 빅토리아 자노타에게 1천만 달러 이상의 손해 배상금을 지급하도록 판결했다. 원고들은 피고들이 1985년 임대 계약을 협상하면서 써브웨이 샌드위치 숍스(Doctor's Associates가 가맹 사업 목적으로 사용한 리스 회사)의 자산 가치를 허위로 표시했다고 주장했다.
미국 하원의 중소기업 위원회는 1992년부터 1998년까지 프랜차이즈 산업을 연구했다. 딘 사가(Dean Sagar)는 "써브웨이는 프랜차이즈에서 가장 큰 문제이며, 생각할 수 있는 모든 남용의 주요 사례 중 하나"라고 언급했다. 1989년, 미국 중소기업청은 써브웨이가 아무런 이유 없이 프랜차이즈를 압류하고 구매할 수 있는 계약 조항을 삭제할 때까지 써브웨이 프랜차이즈 소유주에게 중소기업 대출을 거부했다. 댈러스 모닝 뉴스는 2006년 써브웨이가 아프가니스탄에서 복무 중이던 미군 병사 레온 바티 주니어의 써브웨이 매장을 압류했다고 보도했다. 그는 첫 음식점을 구매한 지 3년 후인 2005년 3월 항구적 자유 작전을 지원하기 위해 파병되었다. 바티는 써브웨이가 미국의 군복무 민사 구제법을 위반했다고 주장했다. 그는 써브웨이를 상대로 연방 소송을 제기했으나 기각되었다. 그는 그 후 텍사스주 댈러스 카운티 주 법원에 소송을 제기했다. 양측은 2010년 1월 "상호 합의" 및 기밀 조건으로 합의했다.

### 영국 부가가치세 처리
2010년 10월, 영국의 써브웨이 가맹점들은 영국 국세청의 요구에 따라 모든 토스트 서브에 표준 부가가치세를 부과하는 것에 대한 고등법원 항소에서 패소했다. 따라서 영국에서는 토스트 서브에 부가가치세가 부과되지만, 매장 밖에서 먹는 차가운 서브에는 부과되지 않는다. 퀴즈노스와 맥도날드와 같은 경쟁사들은 유사한 음식에 부가가치세를 내지 않는다.
2012년 3월, 조지 오스본 재무장관은 써브웨이 경쟁사들이 부가가치세를 내지 않고 뜨거운 음식을 제공할 수 있도록 허용하는 허점을 메울 계획을 발표했다. 이 법안은 2012년 10월부터 발효될 것으로 예상되었으나, 2012년 5월 28일 정부는 원래 뜨거운 음식이 자연적으로 식는 것에 대한 부가가치세 부과 계획을 철회했다. 2012년 6월, 써브웨이는 뜨거운 사브리처럼 토스트 샌드위치에도 부가가치세를 면제해달라는 정부에 압력을 가하기 위해 "토스트 더 택스"(Toast the Tax) 캠페인을 시작했다.

### 풋롱 상표권 분쟁
2011년 1월 31일, 써브웨이 변호사 발레리 포크론(Valerie Pochron)은 아이오와주에 본사를 둔 편의점 체인인 케이시스 제너럴 스토어즈(Casey's General Stores)에 12인치 샌드위치 광고에 "풋롱"이라는 용어 사용을 중단할 것을 요구하는 서한을 보냈다. 써브웨이는 고소하겠다고 위협했다. 그 결과, 2011년 2월, 케이시스 제너럴 스토어즈 Inc.는 디모인에 있는 미국 지방 법원에 "풋롱"이라는 단어가 써브웨이의 권리를 침해하지 않는다는 법적 선언을 요청하는 청원서를 제출했다. 케이시스는 또한 "풋롱"이라는 단어가 1피트 길이의 샌드위치에 대한 일반적인 설명이라는 선언을 요청했다. 써브웨이에 대한 소장을 제출하기 전에 케이시스는 자발적으로 소송을 취하하여 소송을 종결했다.
써브웨이의 "풋롱" 상표 출원은 아직 연방 정부의 승인을 받지 못했다. 써브웨이는 미국특허청에 두 번 등록을 시도했다. 2007년 11월 8일에 출원했고, 2009년 6월 4일에 다시 출원했다. 두 출원 모두 2013년 11월 20일과 2014년 8월 21일에 각각 포기되었다. 얌! 브랜즈 (KFC, 피자헛, 타코벨, 비캐나다 A&W 지점), 롱 존 실버스 및 기타 경쟁사들이 이 출원에 반대했다.

### 재료
써브웨이는 음식 블로거이자 활동가인 바니 하리가 청원 운동으로 5만 개 이상의 서명을 모은 후 빵에서 아조디카르보나미드를 제거했다. 바니 하리의 청원 이전에 써브웨이는 아조디카르보나미드를 빵 개량제로 사용하여 반죽을 하얗게 만들고 샌드위치 빵을 더 빨리 굽게 했다. 2016년 기준, 이 성분은 여전히 다른 패스트푸드 음식점에서 사용되고 있었다.
2015년 8월, 바니 하리는 천연자원보호협회, 프렌즈 오브 디 어스, 센터 포 푸드 세이프티, 미국 공익 연구 그룹과 협력하여 써브웨이에 항생제의 일상적인 사용 없이 생산된 고기를 구매하고 그렇게 할 일정을 제공할 것을 다시 청원했다. 2015년 10월, 써브웨이는 2016년에 항생제를 사용하지 않고 사육된 닭고기로 전환하고, 그 후 2~3년 내에 칠면조고기도 전환하며, 2025년까지 항생제를 사용하지 않고 사육된 쇠고기와 돼지고기도 전환할 것이라고 발표했다.
2020년, 아일랜드 대법원은 써브웨이 빵이 부가가치세 목적상 빵으로 분류되기에는 설탕 함량이 너무 높다고 판결했다. 빵 레시피에 밀가루 무게의 10%에 해당하는 설탕이 포함되어 있었기 때문이다.
2021년, 이 회사를 상대로 소송이 제기되었는데, 써브웨이가 "다랑어"라고 부르는 성분이 "다랑어가 아닌 여러 혼합물로, 피고들이 다랑어의 외관을 모방하기 위해 혼합한 것"이라고 주장했다. 회사의 글로벌 식품 안전 및 품질 수석 책임자는 성명에서 "저희 음식점은 순수한 다랑어를 받아 마요네즈와 섞어 신선하게 만든 샌드위치를 고객에게 제공한다"고 밝혔다. 탐사 TV 프로그램 인사이드 에디션은 써브웨이의 참치 샐러드 샘플을 해산물 DNA 검사를 수행하는 플로리다 회사인 Applied Food Technologies로 보냈다. 이 회사에 따르면 "네, 저희가 받은 세 샘플 모두에 분명히 참치가 들어있음을 확인했다." 써브웨이는 SubwayTunaFacts.com 웹사이트를 개설하여 자신들이 진짜 참치를 사용하지 않는다는 주장을 반박했으며, 이를 명확하게 부인했다.

### 닭고기 제품의 대두 단백질
2017년 2월 방영된 캐나다 방송 협회(CBC)의 소비자 고발 TV 시리즈 마켓플레이스의 조사에서 5개 패스트푸드 음식점의 닭고기를 실험실에서 검사하여 성분을 확인했다. 다른 음식점의 닭고기 제품 DNA는 84.9%에서 89.4%가 닭 DNA였고 나머지는 식별 불가능한 식물 DNA였지만, 써브웨이 닭고기 두 품목에서는 DNA의 53.6%와 42.8%만 닭 DNA였고 나머지는 대부분 대두였다. 비록 성분 목록에 대두 단백질이 두 닭고기 제품의 구성 성분으로 표시되어 있었지만, 써브웨이는 그 비율이 1% 이하이며 약 50%의 대두 DNA가 발견된 것은 제품 내 실제 대두 양을 나타내는 것이 아니라고 주장했다. 써브웨이는 CBC의 보고서가 "전적으로 거짓이며 오해의 소지가 있다"고 비난하며 철회를 요구했다. 그러나 써브웨이 캐나다는 공급업체와 협력하여 대두 단백질 비율이 예상대로인지 조사하고 있다고 밝혔다.
써브웨이 웹사이트에 따르면, 미국 매장의 재료는 캐나다 매장의 재료와 다를 수 있다. 두 국가 모두 닭고기 스트립에 콩 단백질을 포함하지만, 미국 버전만 2% 이하의 양으로 존재한다고 명시한다. 캐나다 버전은 닭고기 패티에 콩을 재료로 포함하지만, 미국 버전은 그렇지 않다.
2017년 4월, 써브웨이는 CBC와 기자 및 두 프로듀서를 상대로 2억 1천만 달러의 소송을 제기했는데, CBC가 "무모하고 악의적으로" 행동했으며 "이러한 허위 진술...이 전 세계 청중에게 악의적이고 정당한 사유나 변명 없이 게시되고 재게시되어 원고들에게 금전적 손실을 초래했다"고 주장했다. CBC는 DNA 검사가 독립적이고 신뢰할 수 있는 전문가에 의해 수행되었다고 밝히며 보고서를 옹호했다. CBC의 엠마 베다르(Emma Bédard)는 써브웨이가 CBC가 얻은 DNA 검사 결과에 대한 다른 설명을 제공하지 않았다고 밝혔다.
2019년 11월, 써브웨이가 CBC를 상대로 제기한 소송은 CBC의 보도가 공공의 이익에 관한 문제로 간주되어 반SLAPP 법률에 의해 기각되었다. 2021년 1월, 온타리오 항소법원은 소송 기각 결정을 뒤집었다. 캐나다 대법원은 항소 허가를 거부했으며, 이에 따라 해당 사건은 재판을 위해 고등법원으로 환송되었다.

### 직원 임금 미지급
2019년, 공정 근로 옴부즈맨(Fair Work Ombudsman)은 호주에 기반을 둔 17개 써브웨이 프랜차이즈가 직원들에게 임금을 제대로 지급하지 않았다는 사실을 발견했다. 옴부즈맨의 오랜 조사 결과, 프랜차이즈들이 직원들에게 최저 임금, 임시직 수당, 휴일 및 초과 근무 수당을 지급하지 않았고, 적절한 급여 명세서를 발행하거나 적절한 고용 기록을 유지하지 않은 것으로 드러났다. 이 조사로 인해 160명 이상의 직원들에게 81,000달러 이상의 미지급 임금이 회수되었다. 써브웨이는 프랜차이즈 고용 기록에 대한 정기 감사를 도입함으로써 대응했으며, 프랜차이즈들이 호주 노동법과 써브웨이의 내부 운영 기준을 충족하지 못할 경우 프랜차이즈 계약이 해지될 수 있다고 언급했다.

### 러시아의 우크라이나 침공으로 인한 불매운동 촉구
2022년 러시아의 우크라이나 침공 이후, 써브웨이는 경쟁사 대부분과 달리 러시아에서 사업을 매각하거나 축소하지 않아 비판을 받았다. 써브웨이는 러시아의 446개 써브웨이 매장 중 어느 곳도 본사가 소유하고 있지 않으며, "유럽 전역의 가맹점주들과 협력하여 난민들에게 식사를 제공하는 것 외에도, 러시아 내 사업에서 발생하는 모든 수익을 전쟁으로 피해를 입은 우크라이나인들을 지원하는 인도적 노력에 재투자할 것이다. 러시아의 우리 음식점들은 모두 독립적으로 현지 가맹점주들이 소유하고 운영하며 독립적인 마스터 가맹점주가 관리한다"는 성명을 발표했다. 그럼에도 불구하고 우크라이나의 부패방지청은 써브웨이가 러시아에서 계속 광고하고 러시아 가맹점주로부터 대금을 징수하고 있다고 밝혔으며, 2024년 1월 써브웨이를 전쟁의 국제 후원자 목록에 포함시켰다.